# Cừu Dorper

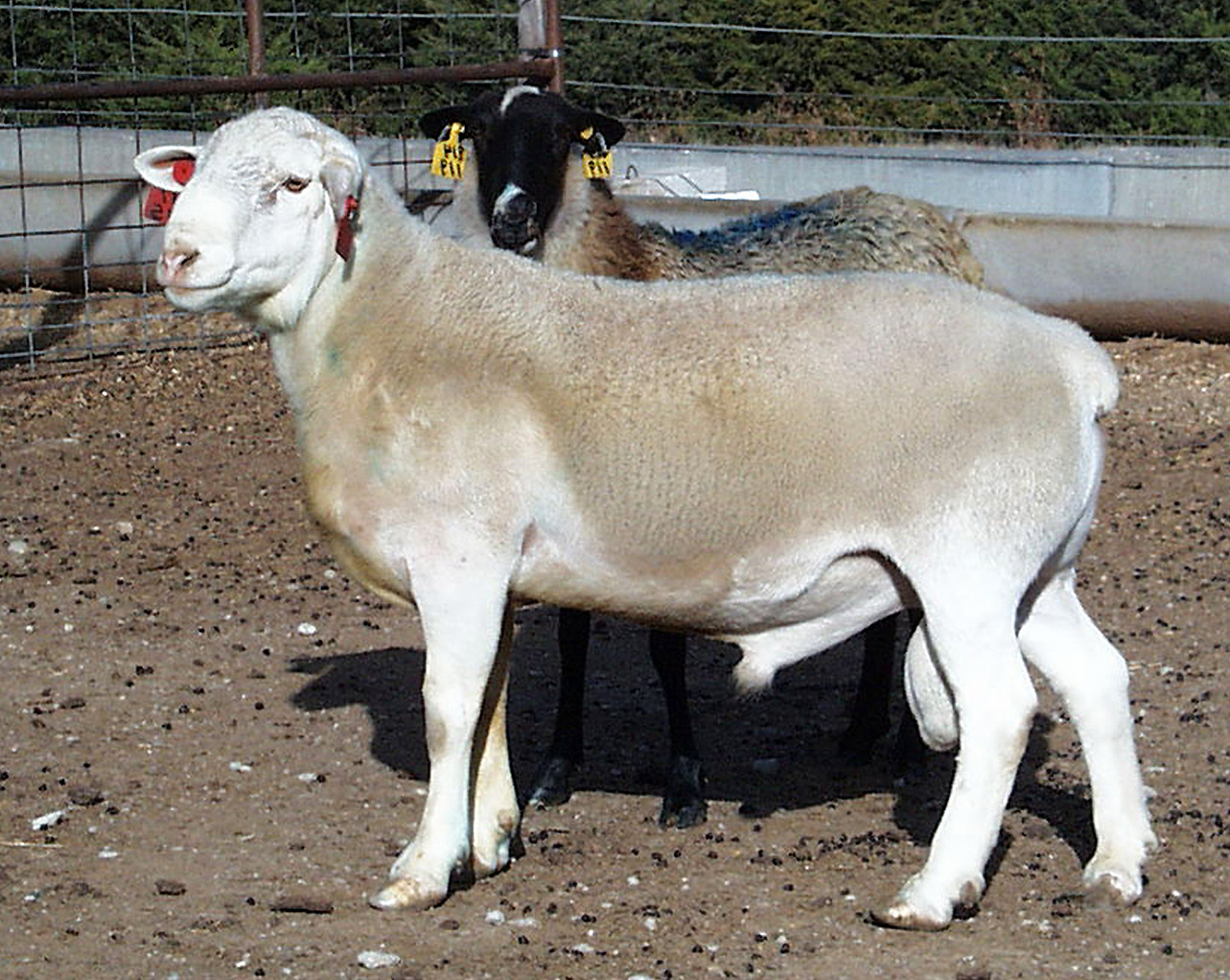
Một con cừu trắng Dorper

Cừu Dorper là một giống cừu nhà Nam Phi được phát triển bằng cách lai chéo giữa cừu sừng Dorset và cừu đầu đen Ba Tư. Giống cừu này được tạo ra thông qua những nỗ lực của Bộ Nông nghiệp Nam Phi để cho ra một giống cừu nuôi, một con cừu thịt phù hợp với các vùng đất khô cằn của đất nước này. Nó bây giờ được nuôi ở các khu vực khác, và là giống cừu phổ biến thứ hai ở Nam Phi. Đây là giống cừu được đặc trưng bởi sự cơ bắp, nhiều thịt, ít lông

## Đặc điểm
Một con cừu Dorper là một con cừu thịt cao sản có khả năng sinh trưởng và phát triển nhanh. Dorper là một con vật dễ chăm sóc. Nó được phát triển ở Nam Phi và bây giờ là giống phổ biến thứ hai ở nước này. Dorper Sheep Breeders Society là Hiệp hội cừu của Nam Phi được thành lập vào năm 1950. Giống này được phát triển bởi các lai chéo giữa một con cừu sừng Dorset với cừu mặt đen Ba Tư khoảng những năm 1930. Các giống khác như Van Rooy cũng được cho là đã góp phần vào sự phát triển của giống này. Cái tên 'Dorper' là một khớp nối của các âm tiết đầu tiên của cha mẹ cừu Dorset và Ba Tư (Persia).
Chúng cũng được chuyển thể để tồn tại trong các vùng rộng lớn khô cằn của Nam Phi. Nó có khả năng sinh sản cao và bản năng làm mẹ tốt, kết hợp với tốc độ tăng trưởng cao và sức chịu đựng. Loài giống này có đầu màu đen đặc trưng cũng như đầu trắng (White Dorper). Điều này dẫn đến sự ra đời của những con chiên Dorper trắng chủ yếu là màu đen và một ít. Do đó, sự khác biệt về màu sắc, chỉ đơn thuần là một vấn đề ưu tiên cho từng tác giả. Lai tạo đầu đen chiếm khoảng 85% số thành viên của Dorper Sheep Breeders của Hiệp hội Nam Phi. Dorper là giống lớn thứ hai ở Nam Phi và đã lan rộng sang nhiều nước khác trên toàn thế giới.
Tỷ lệ phần trăm trừu cái đẻ ở Nam Phi 150% không phải là hiếm, là tốt như là một khả năng sinh sản trung bình 160%. Cưu đực đạt thành thục sinh dục ở tuổi còn nhỏ; cừu đực đã được quan sát để bắt đầu làm việc năm tháng. Tăng trọng trực tiếp cho phép con chiên để đạt khoảng 36 kg (79 lb) (17 kg (37 lb) - 18 kg (39 lb) thân thịt) trong 100 ngày đã được thu được. Cừu trắng Dorper di truyền cũng đã góp phần vào sự phát triển của các giống cừu trắng Úc.
Trán chúng phẳng, xương mũi lồi ra, chúng có hố nước mắt, mõm của chúng mỏng, môi hoạt động, răng cửa sắc, nhờ đó chúng có thể gặm được cỏ mọc thấp và bứt được những lá thân cây mềm mại, hợp khẩu vị trên cao để ăn. Chúng có thói quen đi kiếm ăn theo bầy đàn, tạo thành nhóm lớn trên đồng cỏ. Trong da chúng có nhiều tuyến mồ hôi và tuyến mỡ hơn dê. Bởi thế chúng bài tiết mồ hôi nhiều hơn và các cơ quan hô hấp tham gia tích cực hơn vào quá trình điều tiết nhiệt. Mô mỡ dưới da của chúng phát triển tốt hơn dê và ngược lại ở các cơ bên trong của chúng có ít tích lũy mỡ hơn dê. Chính vì vậy, thịt chúng nhiều nạc hơn thịt dê.

## Chăn nuôi
Dorper thích nghi tốt với nhiều điều kiện khí hậu và chăn thả gia súc. Trong bản địa của nó Nam Phi nó đã lan rộng từ khu vực khô cằn để tất cả các bộ phận của các nước cộng hòa. Nó không tốt trong phạm vi và điều kiện cho ăn khác nhau và cũng là phù hợp để nuôi dưỡng chuyên sâu. Ở Úc, Dorper đang nuôi trên khắp các vùng khô hạn và nhiệt đới cũng như Hoa Nam lượng mưa cao, phát triển mạnh ngay cả trong tình trạng ẩm ướt lạnh và khắc nghiệt của Tasmania. Giống này rất dễ thích nghi với một khả năng cao để phát triển, phát triển, sản xuất và sinh sản trong môi trường mưa bất thường và thấp. 

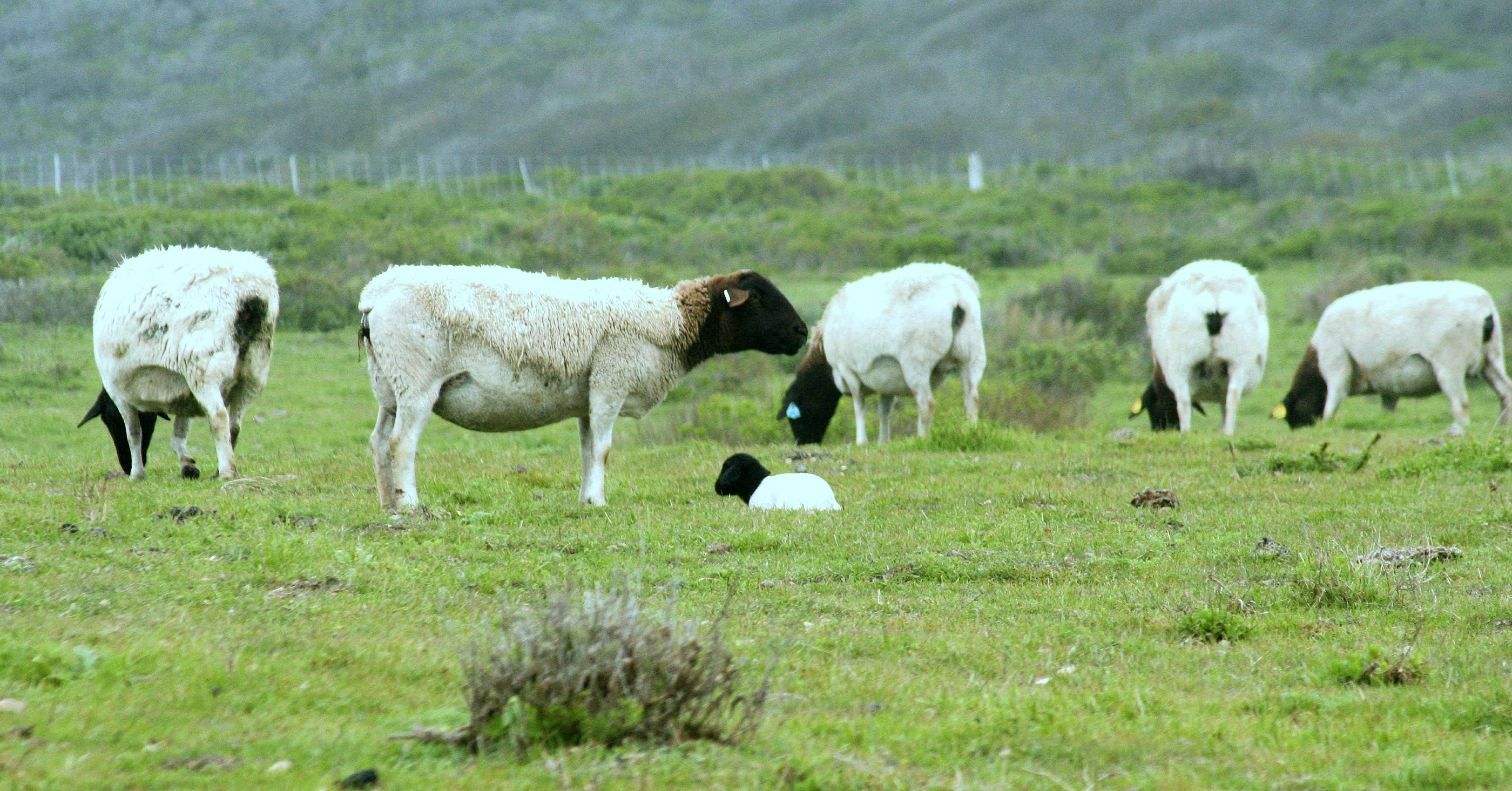
Chăn nuôi cừu Droper

Chúng có tính bầy đàn cao nên dễ quản lý, chúng thường đi kiếm ăn theo đàn nên việc chăm sóc và quản lý rất thuận lợi. Chúng cũng là loài dễ nuôi, mau lớn, ít tốn công chăm sóc. So với chăn nuôi bò thì chúng là vật nuôi dễ tính hơn, thức ăn của chúng rất đa dạng, thức ăn của chúng là những loại không cạnh tranh với lương thực của người. Chúng là động vật có vú ăn rất nhiều cỏ. Hầu hết chúng gặm cỏ và ăn các loại cỏ khô khác, tránh các phần thực vật có gỗ nhiều. Chúng có chế độ hoạt động ban ngày, ăn từ sáng đến tối, thỉnh thoảng dừng lại để nghỉ ngơi và nhai lại. Đồng cỏ lý tưởng cho chúng như cỏ và cây họ Đậu. Khác với thức ăn gia súc, thức ăn chính của chúng trong mùa đông là cỏ khô.
Chúng là loài ăn tạp, có thể ăn được nhiều loại thức ăn bao gồm thức ăn thô xanh các loại như: rơm cỏ tươi, khô, rau, củ quả bầu bí các loại, phế phụ phẩm công nông nghiệp và các loại thức ăn tinh bổ sung như cám gạo ngũ cốc. Mỗi ngày chúng có thể ăn được một lượng thức ăn 15-20% thể trọng. Chúng cần một lượng thức ăn tính theo vật chất khô bằng 3,5% thể trọng. Với nhu cầu 65% vật chất khô từ thức ăn thô xanh (0,91 kg) và 35% vật chất khô từ thức ăn tinh (0,49 kg). Khi cho chúng ăn loại thức ăn thô xanh chứa 20% vật chất khô và thức ăn tinh chứa 90% vật chất khô.
Nguồn nước uống là nhu cầu cơ bản của chúng. Lượng nước cần cho chúng biến động theo mùa và loại và chất lượng thực phẩm mà chúng tiêu thụ. Khi chúng ăn nhiều trong các tháng đầu tiên và có mưa (kể cả sương, khi chúng ăn vào sáng sớm), chúng cần ít nước hơn. Khi chúng ăn nhiều cỏ khô thì chúng cần nhiều nước. Chúng cũng cần uống nước sạch, và có thể không uống nếu nước có tảo hoặc chất cặn. Trong một số khẩu phần ăn của chúng cũng bao gồm các khoáng chất, hoặc trộn với lượng ít.

## Chăm sóc
Sau khi cho phối giống 16-17 ngày mà không có biểu hiện động dục lại là có thể cừu đã có chửa, Căn cứ vào ngày phối giống để chuẩn bị đỡ đẻ cho cừu (thời gian mang thai của cừu 146-150 ngày) nhằm hạn chế cừu sơ sinh bị chết; Có thể bồi dưỡng thêm thức ăn tinh và rau cỏ non cho cừu có chửa nhưng tuyệt đối tránh thức ăn hôi mốc; Khi có dấu hiệu sắp đẻ (bầu vú căng, xuống sữa, sụt mông, âm hộ sưng to, dịch nhờn chảy ra, cào bới sàn...) nên nhốt ở chuồng riêng có lót ổ rơm và chăn dắt gần, tránh đồi dốc.
Thông thường cừu mẹ nằm đẻ nhưng cũng có trường hợp đứng đẻ, tốt nhất nên chuẩn bị đỡ đẻ cho cừu; Sau khi đẻ cừu mẹ tự liếm cho con. Tuy nhiên, vẫn phải lấy khăn sạch lau khô cho cừu con, nhất là ở miệng và mũi cho cừu con dễ thở. Lấy chỉ sạch buộc cuống rốn (cách rốn 4–5 cm), cắt cuống rốn cho cừu con và dùng cồn Iod để sát trùng; Giúp cừu con sơ sinh đứng dậy bú sữa đầu càng sớm càng tốt (vì trong sữa đầu có nhiều kháng thể tự nhiên); Đẻ xong cho cừu mẹ uống nước thoải mái (có pha đường 1% hoặc muối 0.5%)
Cừu con trong 10 ngày đầu sau khi đẻ cừu con bú sữa mẹ tự do; Từ 11-21 ngày tuổi cừu con bú mẹ 3 lần/ngày, nên tập cho cừu con ăn thêm thức ăn tinh và cỏ non, ngon; 80-90 ngày tuổi có thể cai sữa. Giai đoạn này phải có cỏ tươi non, ngon cho cừu con để kích thích bộ máy tiêu hóa phát triển (đặc biệt là dạ cỏ) và bù đắp lượng dinh dưỡng thiếu hụt do sữa mẹ cung cấp không đủ; Cừu sinh trưởng và phát triển nhanh, mạnh ở giai đoạn này.